# Argyresthia brockeella
Argyresthia brockeella је инсект из реда лептира (Lepidoptera), а припада фамилији Argyresthiidae.

## Опис
Распон крила овог лептира је од 9 до 12 мм. Ситан лептир дужине тела свега 5мм, али изразито јарких боја. Предња крила су бакарно - златна са белим флекама. Задња крила су браон, а гусенице су ружичасто - браон.

## Распрострањење и станиште
Насељава читаву Европу, Сибир и Јапан. У Србији свега неколико података са Пештерске и Власинске висоравни. Преферира шумска станишта, у Србији на местима где расте бреза. Знимљиво да је у Србији забележен баш у Сјеничком селу Бреза.

## Биологија
Гусенице се хране ресама брезе (Betula) и јове (Alnus glutinosa). Одрасле јединке су активне у јуну и јулу месецу. Овај ноћни лептир током мировања заузима карактеристичан положај "главном на доле". Ова караткеристика је јединствана за цео род Argyresthia. Долећу на вештачко светло.

## Синоними
- Oecophora brockeella (Hübner, 1813)
- Tinea brockeella Hübner, 1813